# Завада (округ Топольчани)
Завада (словац. Závada) — село, громада округу Топольчани, Нітранський край. Кадастрова площа громади — 8.95 км².
Населення 596 осіб (станом на 31 грудня 2019 року).

## Історія
Завада згадується 1332 року.

## Населення
| Рік:            | 1994. | 2004.   | 2014. | 2024.   |
| --------------- | ----- | ------- | ----- | ------- |
| Кількість осіб: | 702   | 640     | 576   | 570     |
| Різниця:        |       | -8,83 % | -10 % | -1,04 % |

| Рік:            | 2023. | 2024.   |
| --------------- | ----- | ------- |
| Кількість осіб: | 571   | 570     |
| Різниця:        |       | -0,17 % |